# 薩波任
50°34′40″N 26°53′35″E / 50.57778°N 26.89306°E
薩波任（烏克蘭語：Сапожин）是位於烏克蘭西北部里夫內州裏里夫內區的村莊，面積3.261平方公里，2001年該城鎮人口663，人口密度每平方公里203.31人。